# White-Gletscher
Der White-Gletscher ist ein breiter Gletscher nahe der Ruppert-Küste im westantarktischen Marie-Byrd-Land. Er fließt in westlicher Richtung zum Land-Gletscher, den er an der Nordseite des Mount McCoy erreicht.
Der United States Geological Survey kartierte ihn anhand von Luftaufnahmen der United States Navy und eigener Vermessungen zwischen 1959 und 1965. Das Advisory Committee on Antarctic Names benannte ihn 1970 auf Vorschlag des US-amerikanischen Polarforschers Richard Evelyn Byrd nach General Thomas D. White (1901–1965) von der United States Air Force, Chief of Staff of the Air Force und Mitglied der vereinigten Stabschefs bei den Operation Deep Freeze zwischen 1957 und 1961, der administrativ und dabei speziell in Fragen der Luftunterstützung an diesen Operationen beteiligt war.